# Colinus cristatus
Il colino crestato (Colinus cristatus (Linnaeus, 1766)) è un uccello selvatico di piccole dimensioni appartenente alla famiglia Odontophoridae, originario del Centro e Sudamerica.

## Distribuzione e habitat
Il colino crestato vive sia in Centroamerica che in Sudamerica.
Per quanto riguarda l'America Centrale, esso vive nell'area centro-meridionale del Guatemala, in tutto lo stato di El Salvador, nel nord-ovest e centro dell'Honduras, nella costa pacifica del Nicaragua e nella parte nord e nella estremità sud della Costa Rica occidentale e nel versante pacifico dello stato di Panama a nord dell'omonimo canale.
Nel Sudamerica si ritrova in gran parte della Colombia e del Venezuela centro-orientali, nella zona nord-occidentale dello stato di Guyana, nella costa atlantica del Suriname e della Guyana francese. In Brasile il colino crestato vive nel nord-est dello stato federato di Amapá che va dal confine con la Guyana francese al delta del Rio delle Amazzoni, nella parte nord dello stato di Roraima e nello stato di Amazonas a nord della città di Apuí al confine con la Colombia. Questo colino risiede anche nelle nazioni costitutive dei Paesi Bassi di Curaçao e Aruba.
L'habitat del colino cristallo solo le praterie subtropicali di vegetazione medio-alta con alberi sporadici o vicine alle foreste e alle piantagioni. Vive da 0 a 3200 metri sul livello del mare.

## Tassonomia
In passato il Colinus cristatus era inserito nel genere Tetrao con il nome specifico di Tetrao cristatus. 
Questa specie comprende 13 Sottospecie:
- C. c. mariae Wetmore, 1962 - vive nel sud-ovest della Costa Rica e nella Provincia di Chiriquí (Panamá occidentale).
- C. c. panamensis Dickey & van Rossem, 1930 - diffuso nel sud-ovest dello stato di Panamá.
- C. c. decoratus (Todd, 1917) - vive nella Colombia settentrionale.
- C. c. littoralis (Todd, 1917) - abita nel pedemontano di Santa Marta nel nord est della Colombia.
- C. c. cristatus (Linnaeus, 1766) - sottospecie nominante, vive nel nord-est della Colombia, nord-vest del Venezuela e nelle isole di Aruba e Curaçao.
- C. c. horvathi (Madarász, 1904) - diffuso sulle montagne dello stato federato di Mérida (nord-ovest del Venezuela).
- C. c. barnesi Gilliard, 1940 - vive nella zona centro-occidentale del Venezuela.
- C. c. sonnini (Temminck, 1815) - risiede nel centro-nord del Venezuela, nella regione della Guiana e nel nord del Brasile.
- C. c. mocquerysi (Hastert, 1894) - diffuso nel Venezuela nord-orientale.
- C. c. leucotis (Gould, 1844) - risiede nella valle del fiume Magdalena (centro-nord della Colombia).
- C. c. badius Conover, 1938 - vive nella Colombia centro-occidentale.
- C. c. bogotensis Conover, 1938 - diffuso nel centro-nord della Colombia.
- C. c. parvicristatus (Gould, 1844) - abita la Colombia centro-orientale e e il centro-sud del Venezuela.